# Júnagi (1924)
Júnagi (japonsky 夕凪) byl (podle pořadového čísla) devátý a poslední torpédoborec třídy Kamikaze japonského císařského námořnictva. Po dokončení nesl pouze označení „17. torpédoborec“ (第十七号駆逐艦 Dai-džúnana-gó kučikukan). Dne 1. srpna 1928 byl spolu s ostatními sesterskými jednotkami přejmenován a dostal jméno Júnagi.
Za druhé světové války se zúčastnil bojů v Pacifiku, ale byl již považován za zastaralý. Přesto se zúčastnil mnoha operací. Na počátku války doprovázel japonské invazní jednotky v jižním a jihozápadním Pacifiku. Zúčastnil se bitvy u ostrova Savo, několika tokijských expresů, eskortních misí a dělostřeleckých přepadů během bojů o Šalomounovy ostrovy. Během bitvy ve Filipínském moři doprovázel Ozawovy letadlové lodě a svůj konec nalezl 25. srpna 1944, když ho u severního pobřeží Luzonu torpédovala ponorka USS Picuda.
U japonských jmen je rodné jméno uváděno na prvním místě a rodové jméno na druhém

## Popis
Júnagi patřil ke druhé sérii torpédoborců třídy Kamikaze, která byla stavěna v první polovině dvacátých let 20. století pro císařské námořnictvo na základě plánu rozvoje loďstva 8-8 (八八艦隊 hačihači kantai).
Hlavní výzbrojí Júnagi byly tři dvouhlavňové 533mm torpédomety pro torpéda typu 6. Všechny torpédomety se nacházely v ose plavidla. Dva se nacházely na zádi za zadním komínem a jeden před můstkem. Na počátku druhé světové války byl jeden z torpédometů odstraněn.
Hlavní hlavňovou výzbroj Ariake představovaly zpočátku čtyři 120mm kanóny typu 3. roku s délkou hlavně 45 ráží. Kanóny byly chráněny polouzavřeným ochranným štítem. Jeden kanón se nacházel na vyvýšené přídi před předním torpédometem, druhý se nacházel na nástavbě mezi komíny a byl na počátku války nahrazen protiletadlovými kanóny a zbývající dva kanóny se nacházely na nástavbě na zádi za torpédomety.

## Služba

### Před válkou
Stavba byla zahájena 17. září 1923 v loděnicích námořního arsenálu Sasebo, 23. dubna 1924 byl 17. torpédoborec spuštěn na vodu a 24. května 1925 přijat do služby.
Fotografie z 5. září 1936 prozrazuje, že tou dobou byl Júnagi zařazen do 28. kučikutai (駆逐隊 ~ divize torpédoborců).
V rámci 28. kučikutai se v noci z 9. na 10. února 1939 zúčastnil podpory japonského výsadku na severu Chaj-nanu.

### Začátek druhé světové války
Na začátku války byl Júnagi, zařazen do 29. kučikutai, která tehdy náležela pod 6. suirai sentai (水雷戦隊 ~ eskadra torpédoborců) 4. kantai (艦隊 ~ loďstvo).
Těsně před vypuknutím války vyplul spolu se zbytkem 6. suirai sentai 29. listopadu 1941 z Truku a 3. prosince doplul na japonské mandátní území Kwajalein. Dne 8. prosince vyplul z Kwajaleinu, aby poskytl krytí invazním jednotkám, které se měly zmocnit britské kolonie Gilbertovy ostrovy. Po jejich obsazení se 23. prosince zúčastnil druhého (a tentokráte již úspěšného) pokusu o obsazení Američany bráněného atolu Wake.
Dne 31. prosince vyplul z Kwajaleinu jako eskorta konvoje na Truk, kam doplul 3. ledna 1942. Poté plnil hlídkovací a eskortní úkoly na Truku. Zúčastnil se doprovodu invazních sil určených k obsazení Rabaulu 23. ledna. Po obsazení Rabaulu opět plnil hlídkové a eskortní povinnosti z této nové základny.
Dne 6. října 1944 byl Júnagi vyškrtnut ze seznamu lodí japonského císařského námořnictva.